# Phyllonorycter viciae
Phyllonorycter viciae là một loài bướm đêm thuộc họ Gracillariidae. Nó được tìm thấy ở Nhật Bản (Hokkaido) và vùng Viễn Đông Nga.
Sải cánh dài 6–7 mm.
Ấu trùng ăn Vicia japonica, Vicia baicalensis, Vicia cracca, Vicia subrotundata, Lathyrus davidii, Lathyrus komarovii và Lathyrus japonicus maritimus. Chúng ăn lá nơi chúng làm tổ. The mine is ptychonomous và occupies the whole lower surface of a single leaf, which folded longitudinally.